# FC Skillz Wateringse Veld
Football Club Skillz  (FC Skillz) is een amateurvoetbalvereniging uit Den Haag, Nederland. Het eerste herenteam speelt vanaf het seizoen 2023/24 in de Eerste klasse.

## Algemeen
De voetbalclub FC Skillz maakt deel uit van de SKILLZ organisatie, welke onder andere nog een voetbalschool en een stichting herbergt.
De voetbalclub is in augustus 2019 opgericht door Benito en Sharon Marica. De voetbalclub is tevens geboren uit de filosofie afkomstig van de voetbalschool daar waar de “Skillz” methodiek centraal staat in de opleiding. FC Skillz is begonnen met 14 jeugdteams, welke allemaal uitkwamen in de hoofdklasse en/of al op de divisie niveau konden uitkomen.
Voor het seizoen 2021/2022 gaat FC Skillz een samenwerking aan op het seniorenniveau met vereniging, SV Wateringse Veld Kranenburg. Dit betekent dan ook dat FC Skillz met een geheel nieuw 1e elftal en Onder 23 team de competitie zal betreden.

## Erelijst
| Nationaal   |    |         |
| 3e klasse B | 1× | 2021/22 |
| 2e klasse E | 1× | 2022/23 |

## Competitieresultaten 2022–heden (zaterdag)
| 1 3B |

| 1 2E |

| 8 1C |

| — 1 |

| Tweede divisie | Derde divisie | Vierde divisie | Eerste klasse |
| Tweede klasse  | Derde klasse  | Vierde klasse  | Vijfde klasse |

## Bekende (oud-)spelers
- Anthony Biekman
- Eljero Elia